# 李忠 (唐)
李 忠（り ちゅう）は、唐の高宗の長男で、最初の皇太子である。字は正本。母は劉氏。

## 生涯
貞観20年（646年）、陳王に封ぜられた。永徽元年（650年）、雍州牧に任ぜられた。永徽3年（652年）7月に皇太子に立てられた。顕慶元年（656年）、武則天が高宗の皇后となると、13歳で太子位を廃されて梁王に降格され、武則天の子である李弘が立太子された。李忠は梁州都督に左遷され、次いで房州刺史に左遷された。
この頃には李忠は殺害されることを恐れ、常に女装していたという。顕慶5年（660年）7月、庶民に落とされ、黔州に流されて、以前に伯父の李承乾（父高宗の兄で同じく廃太子）が幽閉された旧居に軟禁された。麟徳元年12月（665年1月）、武則天に謀反の嫌疑をかけられ、黔州で死を賜った。享年22。
神龍初年、燕王に追封され、太尉・揚州大都督の位を追贈された。

## 伝記資料
- 『旧唐書』巻八十六 列伝第三十六「燕王忠伝」
- 『新唐書』巻八十一 列伝第六「燕王忠伝」